# Szordakowo
Szordakowo (ros. Шордаково) – wieś w Rosji, w Kabardo-Bałkarii, w rejonie zolskim. W 2010 liczyła 1676 mieszkańców.